# Збірна Ірану з хокею із шайбою
Збірна Ірану з хокею із шайбою (перс. تیم ملی هاکی روی یخ ایران) — національна чоловіча збірна команда Ірану, яка представляє країну на міжнародних змаганнях із хокею. Функціонування команди забезпечує Федерація фігурного катання Ісламської Республіки Іран.

## Історія

### Передмова
У 1970-х роках хокей використовувався як вид спорту для відпочинку. Ковзанка була розташована на вулиці Пахлаві. Через Ісламську революцію хокей на льоду та фігурне катання заборонили, тому ковзанки закрили.
Серед відомих хокеїстів іранського походження, зокрема шведські гравці НХЛ Даніель Рахімі та Міка Зібанеджад. Чимало іранців виступали за збірну Оману, зокрема Мустафа Хамеді та інші.
Наразі існує чотири ковзанки: спортивний комплекс «Араміс» (Тегеран), торговий центр «Дамун» (острів Кіш) та торговий центр «Падіде Шандіз» (Мешхед), які були відкриті відповідно у 2013, 2014 та 2015 роках. Існує стандартна ковзанка під назвою «Айс Бокс», розташована в торговому центрі «Іран Молл» у Тегерані, яка була відкрита у 2019 році.
У липні 2015 року кілька стажерів із Ірану пройшли навчання на тренерських курсах в Туреччині. 1 жовтня 2016 року на ковзанці Падіде в Мешхеді відбувся перший хокейний матч між двома іранськими клубними командами.

### Національна збірна
Збірна Ірану була сформована в першому кварталі 2016 року, місцева федерація провела роботу із залучення гравців іранського походження, які проживають за кордоном. Із командою в тренувальному таборі працювали досвідчені інструктори з Німеччини, Киргизстану та Казахстану.
23 серпня 2016 року збірна Ірану зіграла свій перший матч проти неіранської команди. Іран переміг казахстанську команду ХК «Алмати» з рахунком 5–4 у місті Алмати, Казахстан.
Першим турніром для збірної мали стати Зимові Азійські ігри 2017 року, але іранців дискваліфікували через наявність у складі гравців, хоч і іранського походження але таких, які не проживали в Ірані щонайменше три роки.
Першу офіційну гру збірна провела 18 лютого 2017 року, дебютувавши на зимових Азійських іграх, проти команди Макао в якому зазнала поразки 7–1.
3 березня 2022 року, іранці дебютували в четвертому Дивізіоні чемпіонату світу, обігравши збірну Сінгапуру з рахунком 10–2. За підсумками турніру збірна Ірану посіла друге місце та підвищилась до третього Дивізіону.
У третьому Дивізіоні іранці відіграли два роки посідаючи місця в нижній частині турнірної таблиці. Сезон 2025 року, іранці провели в четвертому дивізіоні, де посіли передостаннє п'яте місце.

## Виступи на чемпіонаті світу
- 2022 — 2 місце Дивізіон IV
- 2023 — 5 місце Дивізіон III Група B
- 2024 — 6 місце Дивізіон III Група B
- 2025 — 5 місце Дивізіон IV